# 3e brigade de montagne grecque
Pour les articles homonymes, voir 3e brigade de montagne.
La 3e brigade de montagne grecque (grec moderne : ΙΙΙ Ελληνική Ορεινή Ταξιαρχία, ΙΙΙ Ε.Ο.Τ.) est une unité d'infanterie formée par le gouvernement grec en exil en Égypte, au cours de la Seconde Guerre mondiale.

## Historique
Cette unité est formée sur la base de sympathisants de droite et du mouvement royaliste à la suite d'une mutinerie antimonarchiste en mars 1944 dans les rangs de l'armée régulière grecque en Égypte.
Commandée par le colonel Thrasyvoulos Tsakalotos, elle combat en septembre 1944 au cours de la bataille de Rimini sur la Ligne Gothique (sous le commandement du 1er Corps canadien) où elle obtient le titre honorifique de "Brigade Rimini" ("Ταξιαρχία Ρίμινι").
Elle combat aussi contre les membres de l'EAM (Ethniko Apeleftherotiko Metopo ou Front de libération nationale, communiste) au cours des événements de décembre 1944, premier épisode de la guerre civile grecque.